# NFC Veria
El NFC Veria (en griego: Νέος Ποδοσφαιρικός Σύλλογος Βέροια 2019 Π.Α.Ε.) es un equipo de fútbol de Grecia que juega en la Segunda Superliga de Grecia, la segunda división nacional.

## Historia
Fue fundado el 17 de julio de 2019 en la ciudad de Veria como el equipo sucesor del Veria FC que desapareció por deudas en 2018.
El club debuta en la Beta Ethniki en la temporada 2020/21, obteniendo el ascenso a la Segunda Superliga de Grecia para la temporada 2021/22.

## Palmarés
- Football League (1): 2020–21

## Jugadores

### Jugadores destacados
| - Alexandros Vergonis - Stelios Marangos - Giannis Pasas - Apostolos Skondras - Michalis Boukouvalas | - Markos Vellidis - Giannis Mystakidis - Marcelo Penta - Lucas Ramos |